# Val della Torre
Val della Torre (en français Val de la Tour) est une commune italienne de la ville métropolitaine de Turin dans la région Piémont en Italie.

## Administration
| Période                                  | Période  | Identité           | Étiquette | Qualité |
| ---------------------------------------- | -------- | ------------------ | --------- | ------- |
| 14 juin 2004                             | En cours | Francesco Burrelli | civica    |         |
| Les données manquantes sont à compléter. |          |                    |           |         |

### Hameaux
Balegno, Betulle, Borgo Nuovo, Brione, Buffa, Casas, Cascina Monache, Castello, Ciaine, Giachero, Grange di Brione, Grangia, Molino, Montelera, Pragranero, Santa Apollonia, Trucco di Brione, Trucco Rossato, Tuberga, Verna 

### Communes limitrophes
Viù, Varisella, Rubiane, Givoletto, San Gillio, Almèse, Caselet, Alpignano

## Patrimoine
- Mont Musinè